# Otto Brolo
Otto Rolando Brolo Hernández (ur. 8 sierpnia 1929 w Gwatemali, zm. 21 października 2014) – gwatemalski strzelec, olimpijczyk.
Wystąpił na Letnich Igrzyskach Olimpijskich 1968, na których wystartował w dwóch konkurencjach. Uplasował się na 53. miejscu w strzelaniu z karabinu małokalibrowego w trzech postawach z 50 metrów (uczestniczyło 62 zawodników), oraz na 78. pozycji w karabinie małokalibrowym leżąc z 50 metrów (zawody ukończyło 86 zawodników).
Zajął 25. miejsce w karabinie małokalibrowym leżąc z 50 metrów na Igrzyskach Panamerykańskich 1967 (573 punkty).
Był przewodniczącym Instituto Guatemalteco de Seguridad Social.

## Wyniki olimpijskie
| Igrzyska | Konkurencja                               | Wynik                                                                              | Miejsce | Źródło |
| -------- | ----------------------------------------- | ---------------------------------------------------------------------------------- | ------- | ------ |
| IO 1968  | Karabin małokalibrowy, trzy postawy, 50 m | Leżąc – 390 punktów Klęcząc – 375 punktów Stojąc – 327 punktów Razem – 1092 punkty | 53      | [ 4 ]  |
| IO 1968  | Karabin małokalibrowy leżąc, 50 m         | 580 punktów (100-97-96-95-97-95)                                                   | 78      | [ 5 ]  |